# 아비카 고르
아비카 고르(힌디어: अविका गोर, 영어: Avika Gor, 1997년 6월 30일 ~ )는 인도의 배우이다.